# Агоп Орманджиян
Агоп Оник Орманджиян е преводач, журналист и университетски преподавател.

## Биография
Завършва журналистика в Софийския университет, а след това специализира Арменски език и литература в Ереванския държавен университет. Работи като кореспондент, редактор и сътрудник в централната българска преса, заместник и главен редактор е на вестник „Ереван“ в София. Ръководи дирекция „Публикации“ в Международния информационен център за история на Балканите и Средиземноморието на ЮНЕСКО. Работи като хоноруван преподавател в специалност Арменистика и Кавказология в Софийския университет.
Изследва арменските източници за българската и балканската истории. Автор е на сборника „Арменски пътеписи за Балканите XVII – XIX в.“ и на двутомен арменско-български учебен речник. Автор е на научни и научнопопулярни публикации в алманаха на Българската академия на науките и в Софийския университет. Превежда 32 арменски и български заглавия от художествената и научно-популярната литература, включително класиците на арменската литература – Раффи, Тотовенц, Ширванзаде, Махари, Даштенц, Агатангелос и други. Съставил е и публикувал речник на арменските имена. Прави превод на арменски език на българския епос „Крали Марко“. Член е на Съюза на българските преводачи и на Съюза на писателите в Армения.
Участва в основаването на вестник "Парекордзагани Цайн" (Гласът на добротворците) през 2004 г., орган на Общоарменски благотворителен съюз „Парекордзаган“,  който е най-голямата неполитическа арменска Благотворителна организация в света със седалище в Ню Йорк, САЩ. Издава се в Пловдив. 
Паралелно с това работи в тясно сътрудничество с ОАБС „Парекордзаган" - Пловдив и превежда редица арменски книги на български език: "Анна Сароян" (Нар Дос - 2005 г.); "Зовът на бездните" (Едуард Саркисян - 2008 г.); "Загадката Зангезур" (Вардан Балян - 2012); "Династокрацията на Армения" ( Хайк Хачатрян - 2014 г.); "Сред развалините" (Забел Есаян - 2015 г.) и др.
Умира на 8 септември 2016 г. в София. Погребан е в Централните софийски гробища.